# Sapphire Series Division One 2017
La Sapphire Series Division One 2017 è la 4ª edizione del campionato di football americano femminile di primo livello, organizzato dalla BAFA. Il campionato è giocato a 7 giocatrici.

## Squadre partecipanti
| Club                    | Città         | Stadio | Sponsor ufficiale | Risultato nella stagione 2016 |
| ----------------------- | ------------- | ------ | ----------------- | ----------------------------- |
| Birmingham Lions        | Birmingham    |        |                   |                               |
| Derby Braves            | Derby         |        |                   |                               |
| East Kilbride Pirates   | East Kilbride |        |                   |                               |
| Edinburgh Wolves        | Edimburgo     |        |                   |                               |
| Hertfordshire Tornadoes | Hatfield      |        |                   |                               |
| Leeds Carnegie Chargers | Headingley    |        |                   |                               |
| London Warriors         | Londra        |        |                   |                               |
| Manchester Titans       | Manchester    |        |                   |                               |

## Stagione regolare

### Calendario

#### 1ª giornata
| East Kilbride 25 febbraio 2017 | Edinburgh Wolves | 16 – 52 | Leeds Carnegie Chargers |  |

| East Kilbride 25 febbraio 2017 | Manchester Titans | 55 – 4 | East Kilbride Pirates |  |

| East Kilbride 25 febbraio 2017 | East Kilbride Pirates | 0 – 18 | Edinburgh Wolves |  |

| East Kilbride 25 febbraio 2017 | Leeds Carnegie Chargers | 49 – 22 | Manchester Titans |  |

| Birmingham 25 febbraio 2017 | Birmingham Lions | 30 – 6 | Hertfordshire Tornadoes |  |

| Birmingham 25 febbraio 2017 | London Warriors | 33 – 10 | Derby Braves |  |

| Birmingham 25 febbraio 2017 | Hertfordshire Tornadoes | 32 – 19 | London Warriors |  |

| Birmingham 25 febbraio 2017 | Derby Braves | 0 – 60 | Birmingham Lions |  |

#### 2ª giornata
| Manchester 11 marzo 2017 | Manchester Titans | 0 – 32 | Birmingham Lions |  |

| Manchester 11 marzo 2017 | Hertfordshire Tornadoes | 26 – 19 | Leeds Carnegie Chargers |  |

| Manchester 11 marzo 2017 | Leeds Carnegie Chargers | 14 – 49 | Birmingham Lions |  |

| Manchester 11 marzo 2017 | Manchester Titans | 30 – 66 | Hertfordshire Tornadoes |  |

| Derby 11 marzo 2017 | Derby Braves | 29 – 8 | East Kilbride Pirates |  |

| Derby 11 marzo 2017 | Edinburgh Wolves | 17 – 44 | London Warriors |  |

| Derby 11 marzo 2017 | East Kilbride Pirates | 0 – 1 | London Warriors |  |

| Derby 11 marzo 2017 | Edinburgh Wolves | 4 – 33 | Derby Braves |  |

#### 3ª giornata
| Edimburgo 25 marzo 2017 | East Kilbride Pirates | 6 – 86 | Manchester Titans |  |

| Edimburgo 25 marzo 2017 | Leeds Carnegie Chargers | 21 – 8 | Edinburgh Wolves |  |

| Edimburgo 25 marzo 2017 | East Kilbride Pirates | 0 – 45 | Leeds Carnegie Chargers |  |

| Edimburgo 25 marzo 2017 | Manchester Titans | 6 – 6 | Edinburgh Wolves |  |

| Hatfield 25 marzo 2017 | Hertfordshire Tornadoes | 22 – 2 | Derby Braves |  |

| Hatfield 25 marzo 2017 | London Warriors | 0 – 26 | Birmingham Lions |  |

| Hatfield 25 marzo 2017 | Hertfordshire Tornadoes | 14 – 18 | London Warriors |  |

| Hatfield 25 marzo 2017 | Birmingham Lions | 29 – 2 | Derby Braves |  |

### Classifica
Le classifiche della regular season sono le seguenti.
- PCT = percentuale di vittorie, G = partite giocate, V = partite vinte,  P = partite perse, PF = punti fatti, PS = punti subiti

#### Gruppo North
| Pos. | Squadra                 | PCT  | G | V | N | P | PF  | PS  |
| ---- | ----------------------- | ---- | - | - | - | - | --- | --- |
| 1    | Leeds Carnegie Chargers | .667 | 6 | 4 | 0 | 2 | 190 | 121 |
| 2    | Manchester Titans       | .417 | 6 | 2 | 1 | 3 | 199 | 163 |
| 3    | Edinburgh Wolves        | .250 | 6 | 1 | 1 | 4 | 69  | 156 |
| 4    | East Kilbride Pirates   | .000 | 6 | 0 | 0 | 6 | 18  | 233 |

#### Gruppo South
| Pos. | Squadra                 | PCT   | G | V | N | P | PF  | PS  |
| ---- | ----------------------- | ----- | - | - | - | - | --- | --- |
| 1    | Birmingham Lions        | 1.000 | 6 | 6 | 0 | 0 | 228 | 22  |
| 2    | Hertfordshire Tornadoes | .667  | 6 | 4 | 0 | 2 | 170 | 118 |
| 3    | London Warriors         | .750  | 6 | 4 | 0 | 2 | 114 | 100 |
| 4    | Derby Braves            | .333  | 6 | 2 | 0 | 4 | 76  | 166 |

## Playoff e playout

### Tabellone
|  | Semifinali              | Semifinali              | Semifinali       |                  |                         | IV Championship Final   | IV Championship Final   | IV Championship Final |  |
|  |                         |                         |                  |                  |                         |                         |                         |                       |  |
|  | Leeds Carnegie Chargers | Leeds Carnegie Chargers | 20               |                  |                         |                         |                         |                       |  |
|  | Leeds Carnegie Chargers | Leeds Carnegie Chargers | 20               |                  |                         |                         |                         |                       |  |
|  | Hertfordshire Tornadoes | Hertfordshire Tornadoes | 14               |                  |                         |                         |                         |                       |  |
|  | Hertfordshire Tornadoes | Hertfordshire Tornadoes | 14               |                  | Leeds Carnegie Chargers | Leeds Carnegie Chargers | 6                       |                       |  |
|  |                         |                         |                  |                  | Leeds Carnegie Chargers | Leeds Carnegie Chargers | 6                       |                       |  |
|  |                         |                         | Birmingham Lions | Birmingham Lions | 56                      |                         |                         |                       |  |
|  | Birmingham Lions        | Birmingham Lions        | Birmingham Lions | Birmingham Lions | 56                      | 48                      |                         |                       |  |
|  | Birmingham Lions        | Birmingham Lions        |                  |                  |                         | 48                      |                         |                       |  |
|  | Manchester Titans       | Manchester Titans       | 0                |                  |                         | Finale 3º - 4º posto    | Finale 3º - 4º posto    | Finale 3º - 4º posto  |  |
|  | Manchester Titans       | Manchester Titans       | 0                |                  |                         |                         |                         |                       |  |
|  |                         |                         |                  |                  |                         |                         |                         |                       |  |
|  |                         |                         |                  |                  |                         | Hertfordshire Tornadoes | Hertfordshire Tornadoes | 40                    |  |
|  |                         |                         |                  |                  |                         | Hertfordshire Tornadoes | Hertfordshire Tornadoes | 40                    |  |
|  |                         |                         |                  |                  |                         | Manchester Titans       | Manchester Titans       | 20                    |  |

|  | Semifinali di consolazione | Semifinali di consolazione | Semifinali di consolazione |  |  | Finale 5º - 6º posto | Finale 5º - 6º posto | Finale 5º - 6º posto |  |
|  |                            |                            |                            |  |  |                      |                      |                      |  |
|  | Edinburgh Wolves           | Edinburgh Wolves           | 20                         |  |  |                      |                      |                      |  |
|  | Edinburgh Wolves           | Edinburgh Wolves           | 20                         |  |  |                      |                      |                      |  |
|  | Derby Braves               | Derby Braves               | 14                         |  |  |                      |                      |                      |  |
|  | Derby Braves               | Derby Braves               | 14                         |  |  |                      |                      |                      |  |
|  |                            |                            |                            |  |  |                      |                      |                      |  |
|  |                            |                            |                            |  |  |                      |                      |                      |  |
|  | London Warriors            | London Warriors            | -                          |  |  |                      |                      |                      |  |
|  | London Warriors            | London Warriors            | -                          |  |  |                      |                      |                      |  |
|  | East Kilbride Pirates      | East Kilbride Pirates      | -                          |  |  |                      |                      |                      |  |

### Semifinali
| Leeds 8 aprile 2017 | Leeds Carnegie Chargers | 20 – 14 | Hertfordshire Tornadoes |  |

| Leeds 8 aprile 2017 | Birmingham Lions | 48 – 0 | Manchester Titans |  |

| Leeds 8 aprile 2017 | Edinburgh Wolves | 20 – 14 | Derby Braves |  |

| Leeds 8 aprile 2017 | London Warriors | - – - (non disputata) | East Kilbride Pirates |  |

Le finali per il 5º - 6º posto e 7º - 8º posto non sono state disputate

### Finale 3º - 4º posto
| Leeds 8 aprile 2017 | Hertfordshire Tornadoes | 40 – 20 | Manchester Titans |  |

### IV Championship Final
| Leeds 8 aprile 2017 | Leeds Carnegie Chargers | 6 – 56 | Birmingham Lions |  |

## Verdetti
- Birmingham Lions Campionesse del Regno Unito 2017